# 溝口綾
溝口 綾（みぞぐち あや、1957年10月18日 - ）は日本の女性声優。東京都出身。フリー。溝口あや名義でも活動していた。代表作は、『キャプテン翼』の三杉淳役。

## 略歴
高校時代は漫画家を目指していた。
声優を目指したきっかけは体こわして劇団櫂を退団してOLをしていたという。しかし「やっぱりなんか自己主張できる仕事したいな」と思い、偶々アニメーション会社の人物と懇意だったため、その人物にスタジオ見学させてもらったという。「声の仕事をやりたいやりたい」とお願いして、少しガヤをしてくれたが、全然ダメでケチョンケチョンに言われたという。その音響ディレクターが松田咲實を紹介してくれて、松田が「お勉強会を作ってごらん」と言っていたという。その後、小粥よう子、原えりこなどのメンバーを集めてボイス・アーツを結成したという。
初レギュラーはテレビアニメ『サイボットロボッチ』のシルビー役。
以前はアーツビジョンに所属していた。
現在は声優業を引退し、音響・演出ディレクターに転身。声優養成所で後進の指導もしている。

## 人物
趣味はピアノ、料理、スポーツ。

## 出演
太字はメインキャラクター。

### テレビアニメ
- ウルトラB（主婦A）
- キャプテン翼 1作目（三杉[6]）
- サイボットロボッチ（シルビー）
- 獣神ライガー（真一）
- ドラえもん（テレビ朝日版第1期）（おばさん）
- 魔法使いサリー（1989年版）（裕平、賢一）

### 劇場アニメ
- キャプテン翼 危うし!全日本Jr.（三杉[7]）
- キャプテン翼 明日に向って走れ!（三杉[8]）
- キャプテン翼 世界大決戦!! Jr.ワールドカップ（三杉）

### OVA
- 黒猫館（あや）
- 新キャプテン翼（三杉淳）
- フリテンくん（ヒロシ）

### ゲーム
- スーパーロボット大戦NEO（2009年、真一）

### 吹き替え
- オレゴン魂 ※TBS版
- ダーティハリー2（サニー）※テレビ朝日版

### 特撮
- 機動刑事ジバン（ハリー/ハリーボーイの声）
- 特警ウインスペクター（ロボオの声）

### 人形劇
- こどもにんぎょう劇場「ともだちだもん」

## 音響・演出作品

### アニメ
- センチメンタルジャーニー
- 天地無用! 魅御理温泉湯けむりの旅
- 超くせになりそう
- ハイパーあんな
- ヨコハマ買い出し紀行

### ゲームStation
- 新スーパーロボット大戦（1996年12月27日）
- セガサターン版スーパーロボット大戦F（1997年9月25日）
- セガサターン版スーパーロボット大戦F完結編（1998年4月23日）
- スーパーロボットスピリッツ（1998年7月17日）
- プレイステーション版スーパーロボット大戦F（1998年12月10日）
- スーパーヒーロー作戦（1999年1月28日）
- プレイステーション版スーパーロボット大戦F完結編（1999年4月15日）
- スーパーロボット大戦コンプリートボックス（1999年6月10日）
- スーパーロボット大戦α（2000年5月25日）
- スーパーロボット大戦α外伝（2001年3月29日）
- スーパーロボット大戦α for Dreamcast（2001年8月30日）
- スーパーロボット大戦IMPACT（2002年3月28日）
- 第2次スーパーロボット大戦α（2003年3月27日）
- スーパーロボット大戦Scramble Commander（2003年11月6日）
- スーパーロボット大戦MX（2004年5月27日）
- スーパーロボット大戦GC（2004年12月16日）
- 第3次スーパーロボット大戦α 終焉の銀河へ（2005年7月28日）
- スーパーロボット大戦MX ポータブル（2005年12月29日）
- スーパーロボット大戦XO（2006年11月30日）
- スーパーロボット大戦OG ORIGINAL GENERATIONS（2007年6月28日）
- スーパーロボット大戦Scramble Commander the 2nd（2007年11月1日）
- スーパーロボット大戦OG外伝（2007年12月27日）
- 無限のフロンティア スーパーロボット大戦OGサーガ 予約特典CD（2008年5月29日）
- スーパーロボット大戦A PORTABLE（2008年6月19日）
- スーパーロボット大戦Z（2008年9月25日）
- スーパーロボット大戦Z スペシャルディスク（2009年3月5日）
- スーパーロボット大戦NEO（2009年10月29日）
- 無限のフロンティアEXCEED スーパーロボット大戦OGサーガ 予約特典CD（2010年2月25日）
- スーパーロボット大戦OGサーガ 魔装機神 THE LORD OF ELEMENTAL（2010年5月27日）
- 第2次スーパーロボット大戦Z 破界篇（2011年4月14日）